# STS-78
STS-78 was de 78ste missie in het Spaceshuttleprogramma en de 20ste voor de Colombia. Het was de 5e missie dat leven en microgravitatie onderzocht.

## Bemanning
- Commandant: Terence T. Henricks
- Pilot: Kevin R. Kregel
- Missiespecialist 1: Richard M. Linnehan
- Missiespecialist 2: Susan J. Helms
- Missiespecialist 3: Charles E. Brady, Jr.
- Ladingspecialist 1: Jean-Jacques Favier, CNES
- Ladingspecialist 2: Robert Brent Thirsk, CSA

### Reservebemanning
- Ladingspecialist 1: Pedro Duque, ESA
- Ladingspecialist 2: Luca Urbani, ASI

## Missiegegevens en doelen
Het doel van de vlucht was onderzoek te doen naar effecten van lange ruimtevluchten op de menselijke fysiologie ter voorbereiding van vluchten naar het internationale ruimtestation ISS.
Daarnaast werden ook experimenten in microzwaartekracht uitgevoerd en testen van een controlesysteem voor satellieten.
|  |